# Stratford (Nova Jersey)
Stratford és una població dels Estats Units a l'estat de Nova Jersey. Segons el cens del 2006 tenia 7.122 habitants.

## Demografia
Segons el cens del 2000, Stratford tenia 7.271 habitants, 2.736 habitatges, i 1.906 famílies. La densitat de població era de 1.776,8 habitants/km².
Dels 2.736 habitatges en un 31,8% hi vivien nens de menys de 18 anys, en un 54% hi vivien parelles casades, en un 11,8% dones solteres, i en un 30,3% no eren unitats familiars. En el 25,8% dels habitatges hi vivien persones soles el 8,9% de les quals corresponia a persones de 65 anys o més que vivien soles. El nombre mitjà de persones vivint en cada habitatge era de 2,61 i el nombre mitjà de persones que vivien en cada família era de 3,18.
Per edats la població es repartia de la següent manera: un 24,7% tenia menys de 18 anys, un 8,1% entre 18 i 24, un 29,8% entre 25 i 44, un 21,6% de 45 a 60 i un 15,8% 65 anys o més.
L'edat mediana era de 38 anys. Per cada 100 dones de 18 o més anys hi havia 89,3 homes.
La renda mediana per habitatge era de 50.977 $ i la renda mediana per família de 57.500 $. Els homes tenien una renda mediana de 42.246 $ mentre que les dones 29.153 $. La renda per capita de la població era de 21.748 $. Aproximadament el 2,5% de les famílies i el 4,6% de la població estaven per davall del llindar de pobresa.

## Poblacions més properes
El següent diagrama mostra les poblacions més properes.